# Johan Van Den Steen
Johan Jacques Van Den Steen (Terneuzen, 8 gennaio 1929 – Terneuzen, 8 febbraio 1996) è stato un pallanuotista belga, che ha disputato le Olimpiadi di Helsinki 1952 e di Tokyo 1964, gareggiando nel torneo di pallanuoto.